# 수페르코파 이탈리아나 2018
수페르코파 이탈리아나 2018은 수페르코파 이탈리아나의 31번째 대회이며, 2019년 1월 6일 사우디아라비아 지다에 소재한 킹 압둘라 스포츠 시티에서 열렸다. 매년 열리는 축구 경기로서 올해는 세리에 A 2017-18 우승 구단이자 코파 이탈리아 2017-18 우승 구단인 유벤투스와 코파 이탈리아 2017-18의 준우승팀인 밀란이 경기를 가졌다.
크리스티아누 호날두의 결승골로 유벤투스가 1–0으로 승리를 거두며, 구단 역사상 8번째 트로피를 들어올리며 대회 최다 우승 구단이 됐다.

## 배경
이 대회 전까지 유벤투스와 밀란은 7번씩 우승을 거둔 상태였다. 양 구단은 과거 수페르코파에서는 총 2번 만난적이 있으며 이스트러더퍼드에서 열린 2003 대회에서 유벤투스가 승부차기까지 가며 우승을 거뒀고, 도하에서 열린 2016 대회에서는 밀란 또한 승부차기에서 우승을 결정지었다. 이번 경기는 본 대회 양 팀간의 3번째 대결이 됐다.

## 경기 정보
| 유벤투스   | 1 – 0  | 밀란 |
| ---------- | ------ | ---- |
| 호날두 61′ | 리포트 |      |

| 유벤투스 | 밀란 |

|                       |    |                         |       |     |
|                       |    |                         |       |     |
| GK                    | 1  | 보이치에흐 슈쳉스니     |       |     |
| DF                    | 20 | 주앙 칸셀루             |       |     |
| DF                    | 19 | 레오나르도 보누치       |       |     |
| DF                    | 3  | 조르조 키엘리니 (c)     |       |     |
| DF                    | 12 | 알레스 산드루           | 26′   |     |
| MF                    | 30 | 로드리고 벤탕쿠르       |       | 86′ |
| MF                    | 5  | 미랄렘 퍄니치           | 44′   | 64′ |
| MF                    | 14 | 블레즈 마튀디           |       |     |
| FW                    | 10 | 파울로 디발라           | 90+4′ |     |
| FW                    | 7  | 크리스티아누 호날두     |       |     |
| FW                    | 11 | 도글라스 코스타         |       | 89′ |
| 교체 명단:            |    |                         |       |     |
| GK                    | 21 | 카를로 핀솔리오         |       |     |
| GK                    | 22 | 마티아 페린             |       |     |
| GK                    | 32 | 마티아 델 파베로        |       |     |
| DF                    | 2  | 마티아 데 실리오        |       |     |
| MF                    | 6  | 사미 케디라             |       | 89′ |
| FW                    | 18 | 모이스 켄               |       |     |
| MF                    | 23 | 엠레 잔                 |       | 64′ |
| DF                    | 24 | 다니엘레 루가니         |       |     |
| FW                    | 33 | 페데리코 베르나르데스키 |       | 86′ |
| DF                    | 37 | 레오나르도 스피나촐라   |       |     |
| 감독:                 |    |                         |       |     |
| 마시밀리아노 알레그리 |    |                         |       |     |

|               |    |                       |       |     |
|               |    |                       |       |     |
| GK            | 99 | 잔루이지 돈나룸마     |       |     |
| DF            | 2  | 다비데 칼라브리아     | 82′   |     |
| DF            | 17 | 크리스티안 사파타     |       |     |
| DF            | 13 | 알레시오 로마뇰리 (c) | 74′   |     |
| DF            | 68 | 리카르도 로드리게스   | 87′   |     |
| MF            | 79 | 프랑크 케시에         | 74′   |     |
| MF            | 14 | 티에무에 바카요코     |       |     |
| MF            | 39 | 루카스 파케타         |       | 71′ |
| FW            | 7  | 사무 카스티예호       | 45+2′ | 71′ |
| FW            | 63 | 파트리크 쿠트로네     |       | 79′ |
| FW            | 10 | 하칸 찰하노을루       | 21′   |     |
| 교체 명단:    |    |                       |       |     |
| GK            | 25 | 페페 레이나           |       |     |
| GK            | 90 | 안토니오 돈나룸마     |       |     |
| MF            | 4  | 호세 마우리           |       |     |
| FW            | 9  | 곤살로 이과인         |       | 71′ |
| FW            | 11 | 파비오 보리니         |       | 71′ |
| DF            | 12 | 안드레아 콘티         |       | 79′ |
| MF            | 16 | 안드레아 베르톨라치   |       |     |
| MF            | 18 | 리카르도 몬톨리보     |       |     |
| DF            | 20 | 이냐치오 아바테       |       |     |
| DF            | 22 | 마티오 무사치오       |       |     |
| DF            | 23 | 이반 스트리니치       |       |     |
| DF            | 93 | 디에고 락살트         |       |     |
| 감독:         |    |                       |       |     |
| 젠나로 가투소 |    |                       |       |     |

## 비판
대회 후 여러 어두운 면들이 있고 전제군주제 국가인 사우디아라비아로 대회 장소로 삼은 것에 여러 논란이 생겼다. 2018년 10월 주 터비 사우디아라비아 영사관에서 발생항 사우디아라비아 언론인 자말 카슈끄지의 피살에 여러 운동가들과 인도주의 협회는 당 두 구단과 레가 세리에 A에 위 국가에서 경기를 가지지 말것을 촉구했다. 좀 더 구체적으로는 국제앰네스티에서 본 대회를 피살 사건으로 실추된 사우디 왕가의 이미지를 세탁하려는 시도로 정의했다.
본 비판의 또 다른 근거로는, 여성 관중 들을 킹 압둘라 스포츠 시티의 특정 구역으로만 출입을 제한하는 사우디의 법에 있다. 이탈리아 부총리인 마테오 살비니는 "구역질나는" 법이라 했으며, 라우라 볼드리니 이탈리아 하원 의장은 "축구의 신은 여성의 권리를 가지고 장난치는 것을 허용하지 않았다"고 비판했다.
이와 같이 여러 비판이 쏟아지자, 가에타노 미치케 레가 세리에 A 회장은 어느 여성도 스포츠 행사에 참석할 수 없었던 과거에 비해서 크게 진일보했다고 말했으며, 사우디아라비아는 중동 지역에서 이탈리아의 가장 큰 교역국 임을 강조했다.

## 같이 보기
- 세리에 A 2018-19
- 코파 이탈리아 2018-19